# レイチェル・カーソンの感性の森
レイチェル・カーソンの感性の森（レイチェル・カーソンのかんせいのもり）は『沈黙の春』で知られるレイチェル・カーソンの遺作『センス・オブ・ワンダー』を基にした2008年の映画。日本では2011年2月26日に公開された。

## 概要
この作品は彼女の遺作である『センス・オブ・ワンダー』をもとにした映画作品。